# Liste der Baudenkmäler in Möhnesee
Die Liste der Baudenkmäler in Möhnesee enthält die denkmalgeschützten Bauwerke auf dem Gebiet der Gemeinde Möhnesee im Kreis Soest in Nordrhein-Westfalen (Stand: März 2023). Diese Baudenkmäler sind in der Denkmalliste der Gemeinde Möhnesee eingetragen; Grundlage für die Aufnahme ist das Denkmalschutzgesetz Nordrhein-Westfalen (DSchG NRW).

| Bild                                       | Bezeichnung                                | Lage                                                         | Beschreibung | Bauzeit        | Eingetragen seit | Denkmal- nummer |
| ------------------------------------------ | ------------------------------------------ | ------------------------------------------------------------ | --- | -------------- | ---------------- | --------------- |
| Kapelle Köbbinghof                         | Kapelle Köbbinghof                         | Völlinghausen Frankenufer 13 Karte                           | |                | 13.04.1982       | 1               |
| BW                                         | Bildstock                                  | Berlingsen Am Bauernweg Karte                                | |                | 08.07.1985       | 2               |
| weitere Bilder                             | Ehrenmal                                   | Berlingsen Auf der Knuile Karte                              | | 1925           | 08.07.1985       | 3               |
| weitere Bilder                             | Drüggelter Kapelle                         | Delecke Karte                                                | |                | 06.08.1985       | 4               |
| BW                                         | Heiligenhäuschen in der Drüggelter Heide   | Delecke Karte                                                | |                | 08.07.1985       | 5               |
| weitere Bilder                             | Hofanlage Schulte-Günne                    | Günne Im Grund 29 Karte                                      | |                | 06.08.1985       | 6               |
| weitere Bilder                             | Mauer der Möhnetalsperre                   | Günne Karte                                                  | | 1908–1912      | 22.10.1985       | 7               |
| Bildstock                                  | Bildstock                                  | Körbecke Hinter dem Krankenhaus Karte                        | |                | 06.08.1985       | 8               |
| weitere Bilder                             | Ehemaliges Schwesternwohnheim              | Völlinghausen Syringer Straße 19 Karte                       | Bruchsandsteinbau, errichtet durch Florenz III. Felix von Bockum-Dolffs (königlicher Kammerherr und Landrat des Kreises Soest 1879–1918) als Erholungsheim für evangelische Diakonissen aus Witten; nach Leerstand, Sanierung und Erweiterung seit 1990 als private Seniorenresidenz genutzt | Anfang 20. Jh. | 22.10.1985       | 9               |
| Bildstock                                  | Bildstock                                  | Körbecke Am Haarweg Karte                                    | |                | 07.08.1985       | 10              |
| weitere Bilder                             | Hochkreuz                                  | Körbecke Auf dem alten Friedhof Karte                        | | 1850           | 07.08.1985       | 11              |
| Bildstock                                  | Bildstock                                  | Stockum An der Dome Karte                                    | | 1673           | 08.07.1985       | 12              |
| Bildstock                                  | Bildstock                                  | Stockum An der Kalkofenstraße Karte                          | | 1691           | 07.08.1985       | 13              |
| Bildstock                                  | Bildstock                                  | Theiningsen Am St. Agathaweg Karte                           | |                | 08.07.1985       | 14              |
| BW                                         | Privatfriedhof von Bockum-Dolffs           | Völlinghausen Karte                                          | |                | 06.08.1985       | 15              |
| Steinkreuz mit Bildstock                   | Steinkreuz mit Bildstock                   | Wamel Am Diebesweg Karte                                     | Fünfwundenkreuz | 1721           | 06.08.1985       | 16              |
| Bildstock mit Kreuz                        | Bildstock mit Kreuz                        | Wamel An der Hermann-Kätelhön-Straße Karte                   | | 1768           | 08.07.1985       | 17              |
| Bismarckturm                               | Bismarckturm                               | Delecke Karte                                                | |                | 14.04.1986       | 18              |
| Steinkreuz                                 | Steinkreuz                                 | Stockum An der Bischofshaar Karte                            | Inschrift: ANNO 16 / 89 DEN / 25. AVG / USTI / IST JORGEN WEDEN / HOVET VON STIRPE / ALHIER VNER EINEM RV / STWAGEN TODT / GEBLIEBEN / R . I . P | 1689           | 05.04.1990       | 19              |
| Mühlengebäude                              | Mühlengebäude                              | Günne Karte                                                  | |                | 30.07.1991       | 20              |
| BW                                         | Orgel                                      | Völlinghausen In der Evangelischen Heilig-Geist-Kirche Karte | |                | 24.04.1992       | 21              |
| Museum                                     | Museum                                     | Körbecke Küerbiker Straße 3 Karte                            | |                | 22.04.1994       | 22              |
| BW                                         | Hofanlage von Bockum-Dolffs                | Völlinghausen Syringer Straße 35 Karte                       | |                | 20.04.1994       | 23              |
| weitere Bilder                             | Katholische Pfarrkirche St. Pankratius     | Körbecke Am Kirchplatz 8 Karte                               | |                | 30.11.1994       | 24              |
| Traufenständiger Fachwerkbau               | Traufenständiger Fachwerkbau               | Völlinghausen Frankenufer 2 Karte                            | |                | 19.04.2000       | 25              |
| Korpus des Wegekreuzes                     | Korpus des Wegekreuzes                     | Körbecke Stockumer Weg Karte                                 | |                | 23.01.2001       | 26              |
| Korpus des Wegekreuzes                     | Korpus des Wegekreuzes                     | Echtrop Kreisstraße 17 Karte                                 | |                | 23.01.2001       | 27              |
| BW                                         | Ehemalige Oberförsterei                    | Körbecke Wilhelmsruh 8 Karte                                 | |                | 23.04.2001       | 28              |
| BW                                         | Hofanlage Berkenhof                        | Echtrop Berkenhof 2 Karte                                    | |                | 23.01.2004       | 29              |
| Ehemaliges Küsterhaus                      | Ehemaliges Küsterhaus                      | Körbecke Küerbiker Straße 7 Karte                            | | 1868           | 01.03.2006       | 30              |
| BW                                         | Bauernhaus Familie Dietz                   | Westrich Kirchweg 3 Karte                                    | |                | 13.12.2007       | 31              |
| BW                                         | „Mondscheinhaus“                           | Körbecke Südufer 32 Karte                                    | |                | 09.01.2008       | 32              |
| weitere Bilder                             | Torhaus                                    | Delecke Arnsberger Straße 4 Karte                            | | 1911           | 20.03.2023       | 33              |
| Grabstelle Albert und Agnes Renger-Patzsch | Grabstelle Albert und Agnes Renger-Patzsch | Wamel Friedhof Karte                                         | | 1966           | 09.01.2023       |                 |